# 2. Oberliga Südwest
La 2. Oberliga Südwest fue la segunda liga de fútbol más importante de Alemania desde 1951 hasta la formación de la Bundesliga en 1963.

## Historia
Fue creada en el año 1951 como liga de segunda división de Alemania solo por detrás de la Oberliga Südwest (I), integrando a los equipos de las regiones de Rheinland-Pfalz y Saarland. El campeón y subcampeón de la liga en cada temporada lograban el ascenso directo a la Oberliga Südwest, mientras que los dos peores clubes de cada temporada descendían a la Amateurliga. El TSC Zweibrücken fue el único equipo que disputó cada una de las 12 temporadas de existencia de la liga.
La liga fue disuelta en 1963 luego del nacimiento de la Bundesliga como la nueva primera división de Alemania, así como la Regionalliga Südwest (II) como la nueva segunda división alemana.

## Ediciones anteriores
| Temporada | Campeón                  | Subcampeón          |
| 1951-52   | VfR Kirn                 | FV Speyer           |
| 1952-53   | ASV Landau               | VfR Frankenthal     |
| 1953-54   | Sportfreunde Saarbrücken | Eintracht Kreuznach |
| 1954-55   | SpVgg Andernach          | FV Engers           |
| 1955-56   | Sportfreunde Saarbrücken | FV Speyer           |
| 1956-57   | SV St. Ingbert           | TuRa Ludwigshafen   |
| 1957-58   | SpVgg Weisenau           | Spfr. Saarbrücken   |
| 1958-59   | VfR Kaiserslautern       | SC Ludwigshafen     |
| 1959-60   | SV Niederlahnstein       | TuS Neuendorf       |
| 1960-61   | VfR Kaiserslautern       | BSC Oppau           |
| 1961-62   | SV Niederlahnstein       | VfR Frankenthal     |
| 1962-63   | Phönix Ludwigshafen      | Eintracht Trier     |

## Equipos por temporada
| Club                     | 52 | 53 | 54 | 55 | 56 | 57 | 58 | 59 | 60 | 61 | 62 | 63 |
| ------------------------ | -- | -- | -- | -- | -- | -- | -- | -- | -- | -- | -- | -- |
| Eintracht Kreuznach      | ♦  | 5  | 2  | ♦  | ♦  | ♦  | ♦  | ♦  | ♦  | ♦  | ♦  | ♦  |
| TuRa Ludwigshafen        | ♦  | ♦  | ♦  | ♦  | ♦  | 2  | ♦  | ♦  | ♦  | ♦  | ♦  | ♦  |
| Sportfreunde Saarbrücken |    | 13 | 1  | ♦  | 1  | ♦  | 2  | ♦  | ♦  | ♦  | ♦  | ♦  |
| SC Ludwigshafen          | 7  | 10 | 3  | 9  | 9  | 15 |    | 2  | ♦  | ♦  | ♦  | ♦  |
| TuS Neuendorf            | ♦  | ♦  | ♦  | ♦  | ♦  | ♦  | ♦  | ♦  | 2  | ♦  | ♦  | ♦  |
| VfR Kaiserslautern       | ♦  | ♦  | ♦  | ♦  | ♦  | ♦  | ♦  | 1  | ♦  | 1  | ♦  | ♦  |
| BSC Oppau                |    |    | 13 | 6  | 10 | 4  | 12 | 6  | 3  | 2  | ♦  | ♦  |
| SV Niederlahnstein       |    |    |    |    |    | 9  | 4  | 14 | 1  | ♦  | 1  | ♦  |
| VfR Frankenthal          | ♦  | 2  | ♦  | ♦  | ♦  | ♦  | ♦  | ♦  | ♦  | ♦  | 2  | ♦  |
| Südwest Ludwigshafen     | ♦  | ♦  | ♦  | ♦  | ♦  | ♦  | ♦  | ♦  | ♦  | ♦  | ♦  | 1  |
| Eintracht Trier          | ♦  | ♦  | ♦  | ♦  | ♦  | ♦  | ♦  | ♦  | ♦  | ♦  | ♦  | 2  |
| SpVgg Weisenau           | ♦  | 16 |    | 12 | 13 | 6  | 1  | ♦  | 6  | 10 | 11 | 3  |
| Phönix Bellheim          |    |    |    |    |    |    |    |    |    |    |    | 4  |
| SV Röchling Völklingen   |    |    |    |    |    |    |    |    |    |    | 7  | 5  |
| VfB Wissen               |    |    |    |    |    |    |    |    |    |    |    | 6  |
| Hassia Bingen            | 3  | ♦  | 6  | 7  | 16 |    |    |    | 9  | 7  | 9  | 7  |
| TSC Zweibrücken          | 8  | 4  | 5  | 4  | 8  | 8  | 10 | 12 | 13 | 5  | 5  | 8  |
| FSV Schifferstadt        |    |    |    |    |    |    |    |    |    | 8  | 10 | 9  |
| Germania Metternich      |    |    |    |    |    |    | 15 |    |    | 4  | 12 | 10 |
| VfB Theley               |    |    |    |    |    |    |    | 11 | 14 | 14 | 13 | 11 |
| SV Ludweiler-Warndt      |    |    |    | 8  | 7  | 7  | 7  | 13 | 11 | 13 | 6  | 12 |
| SV St. Ingbert           |    |    |    |    | 12 | 1  | ♦  | 4  | 7  | 6  | 14 | 13 |
| FV Engers                | ♦  | ♦  | 7  | 2  | ♦  | 3  | 3  | 7  | 5  | 12 | 8  | 14 |
| SC Friedrichsthal        |    |    |    |    |    |    |    |    | 8  | 9  | 3  | 15 |
| FV Speyer                | 2  | ♦  | ♦  | ♦  | 2  | ♦  | ♦  | ♦  | ♦  | 3  | 4  | 16 |
| ASC Dudweiler            |    |    | 14 | 11 | 6  | 10 | 6  | 9  | 10 | 11 | 15 |    |
| SG Sobernheim            |    |    |    |    |    |    |    |    |    |    | 16 |    |
| SpVgg Andernach          | 5  | 3  | 12 | 1  | ♦  | ♦  | 9  | 10 | 12 | 15 |    |    |
| Viktoria Sulzbach        |    | 11 | 10 | 15 |    | 11 | 13 | 5  | 4  | 16 |    |    |
| FC Homburg               |    |    |    |    |    |    | 11 | 3  | 15 |    |    |    |
| ASV Landau               | 6  | 1  | ♦  | 14 | 3  | 5  | 8  | 8  | 16 |    |    |    |
| VfL Trier                |    |    |    |    | 5  | 13 | 14 | 15 |    |    |    |    |
| VfR Kirn                 | 1  | ♦  | ♦  | 13 | 4  | 12 | 5  | 16 |    |    |    |    |
| VfL Neuwied              | 10 | 8  | 4  | 5  | 14 | 14 | 16 |    |    |    |    |    |
| ASV Hochfeld             | 7  | 10 | 3  | 9  | 9  | 15 |    |    |    |    |    |    |
| Sportfreunde Herdorf     | 11 | 7  | 8  | 3  | 11 | 16 |    |    |    |    |    |    |
| SG Pirmasens             | 4  | 9  | 9  | 10 | 15 |    |    |    |    |    |    |    |
| SC Bad Neuenahr          | 12 | 6  | 11 | 16 |    |    |    |    |    |    |    |    |
| SC Altenkessel           |    | 12 | 15 |    |    |    |    |    |    |    |    |    |
| 1. FC Idar               | 9  | 14 | 16 |    |    |    |    |    |    |    |    |    |
| VfL Neustadt             | ♦  | 15 |    |    |    |    |    |    |    |    |    |    |
| VfB Lützel               | 13 |    |    |    |    |    |    |    |    |    |    |    |
| TuS Konz                 | 14 |    |    |    |    |    |    |    |    |    |    |    |

Fuente:

### Simbología
| Símbolo | Significado                             |
| ------- | --------------------------------------- |
| ♦       | Oberliga Südwest                        |
| 1       | Campeón de Liga                         |
| Lugar   | Liga                                    |
| Blanco  | Jugó en una liga inferior esa temporada |